# Épégard
Épégard là một xã thuộc tỉnh Eure trong vùng Normandie miền bắc nước Pháp.